# Zloraba substanc
Zloraba substanc, znana tudi kot zloraba drog, je uporaba drog v količinah ali z načini, ki so škodljivi za posameznika ali druge. To je oblika motnje, povezane s snovjo. Različne opredelitve zlorabe drog se uporabljajo v okviru javnega zdravja, zdravstva in kazenskega pravosodja. V nekaterih primerih pride do kaznivega ali asocialnega vedenja, ko je oseba pod vplivom droge, pri posameznikih pa se lahko pojavijo tudi dolgoročne osebnostne spremembe. Poleg možne fizične, socialne in psihološke škode lahko uporaba nekaterih drog povzroči tudi kazenske sankcije, čeprav se te zelo razlikujejo glede na krajevno pristojnost.
Med substance, ki so najpogosteje povezane s tem izrazom, so: alkohol, amfetamini, barbiturati, benzodiazepini, konoplja, kokain, halucinogeni, metakvalon in opioidi. Natančen vzrok zlorabe substanc ni jasen, pri čemer prevladujeta dve teoriji: bodisi genska naravnanost, ki se je naučimo od drugih, bodisi navada, ki se v primeru zasvojenosti kaže kot kronična izčrpavajoča bolezen.
Leta 2010 je približno 5% ljudi (230 milijonov) uporabljalo prepovedane snovi. Od teh jih 27 milijonov uživa droge z visokim tveganjem, sicer znano kot ponavljajoča se uporaba drog, ki škoduje njihovemu zdravju, psihološkim težavam ali socialnim težavam, zaradi katerih so izpostavljeni tveganju. Leta 2015 so motnje uživanja substanc povzročile 307.400 smrtnih primerov, v primerjavi s 165.000 smrtnimi primeri leta 1990. Od tega jih je največ pri motnjah uživanja alkohola, 137.500. Pri uživanju opioidov 122.100 smrtnih primerov, pri motnjah uporabe amfetamina 12.200 smrtnih primerov in zaradi uživanja kokaina 11.100 smrtnih primerov.

## Razvrstitev

### Opredelitve javnega zdravja
Izvajalci javnega zdravja so poskušali na uporabo substanc gledati širše od posameznika, pri čemer so poudarjali vlogo družbe, kulture in razpoložljivosti. Nekateri zdravstveni delavci se izogibajo izrazom "zloraba alkohola ali mamil", v korist jezika se jim zdi bolj objektiven izraz "težave s snovmi in alkoholom" ali "škodljiva/problematična uporaba mamil". Svet zdravstvenih uradnikov Britanske Kolumbije je v svojem dokumentu o razpravi iz leta 2005, Pristop javnega zdravja k nadzoru drog v Kanadi, sprejel model javnega zdravja uporabe psihoaktivnih snovi, ki izpodbija poenostavljeno črno-belo zgradbo binarnega sistema (ali komplementarnega) z antonimi "uporaba" in "zloraba". Ta model izrecno priznava vrsto uporabe, od koristne uporabe do kronične odvisnosti.

### Medicinske opredelitve
"Zloraba drog" ni več trenutna medicinska diagnoza niti v enem izmed najpogosteje uporabljanih diagnostičnih orodij na svetu, Diagnostičnem in statističnem priročniku duševnih motenj (DSM) Ameriškega psihiatričnega združenja in Mednarodni statistični klasifikaciji bolezni (ICD) Svetovne zdravstvene organizacije.

### Vrednostna presoja
Philip Jenkins meni, da sta pri izrazu "zloraba drog" dve vprašanji. Prvič, kar je diskutabilno je, kaj je "droga". GHB, naravna snov v osrednjem živčevju, na primer velja za drogo in je v mnogih državah nezakonita, nikotin pa v večini držav uradno ne velja za drogo.
Drugič, beseda "zloraba" pomeni priznan standard uporabe katere koli snovi. Pitje občasnega kozarca vina v večini zahodnih držav velja za sprejemljivo, medtem ko se pitje več steklenic šteje za zlorabo. Strogi zagovorniki zmernosti, ki so lahko ali niso versko motivirani, bi celo en kozarec videli kot zlorabo. Nekatere skupine celo obsojajo uživanje kofeina v kakršni koli količini. Podobno sprejetje stališča, da kakršna koli (rekreacijska) uporaba konoplje ali nadomeščenih amfetaminov pomeni zlorabo drog, kar pomeni, da je snov škodljiva, tudi v majhnih količinah. V ZDA so bila zdravila zakonito razvrščena v pet kategorij, seznam I, II, III, IV ali V v Zakonu o nadzorovanih snoveh. Zdravila so razvrščena glede na njihovo domnevno možnost zlorabe. Uporaba nekaterih zdravil je močno povezana. Na primer, uživanje sedmih prepovedanih drog (amfetaminov, konoplje, kokaina, ekstazija, dovoljenih vrednosti, LSD in čarobnih gob) je korelirano in Pearsonov koeficient korelacije r> 0,4 v vsakem od njih; uživanje konoplje je močno povezano (r> 0,5) z uporabo nikotina (tobak), heroin je povezano s kokainom (r> 0,4) in metadonom (r> 0,45) in je močno povezano s crackom (r> 0,5).

### Prekomerno uživanje zdravil
Prekomerno uživanje zdravil je izraz, ki se pogosto uporablja, kadar se zdravila na recept s sedativnimi, anksiolitičnimi, analgetičnimi ali poživilnimi lastnostmi uporabljajo za spreminjanje razpoloženja ali zastrupitev, pri čemer se ne upošteva dejstvo, da ima preveliko odmerjanje takšnih zdravil včasih resne škodljive učinke. Včasih gre za preusmeritev zdravil od posameznika, ki mu je bilo predpisano.
Zloraba receptov je bila opredeljena drugače in precej nedosledno glede na status zdravila na recept, uporabo brez recepta, namerno uporabo za doseganje opojnih učinkov, način uporabe, sožitje z alkoholom in prisotnost ali odsotnost simptomov odvisnosti. Kronična uporaba nekaterih snovi vodi do spremembe v centralnem živčnem sistemu, ki je znana kot "toleranca" na zdravilo, tako da je za doseganje želenih učinkov potrebno več snovi. Pri nekaterih snoveh lahko ustavitev ali zmanjšanje uporabe povzroči odtegnitvene simptome, vendar je to zelo odvisno od določene snovi.
Stopnja uživanja drog na recept v ZDA hitro prehiteva nezakonito uporabo drog. Po podatkih Nacionalnega inštituta za zlorabo drog je leta 2010 7 milijonov ljudi jemalo zdravila na recept za nemedicinsko uporabo. Med 12. razredom je uporaba nemedicinskih zdravil na recept zdaj na drugem mestu po konoplji. Leta 2011 je "skoraj 1 od 12 srednješolcev poročal o nemedicinski uporabi zdravila Vicodin; 1 od 20 je poročal o takšni uporabi zdravila OxyContin." Obe zdravili vsebujeta opioide. Raziskava študentov 12. razreda v ZDA iz leta 2017 je odkrila 2,7-odstotno zlorabo oksikontina v primerjavi s 5,5-odstotno na vrhuncu leta 2005. Zloraba kombinacije hidrokodon/paracetamol je bila najnižja po vrhuncu 10,5 odstotka leta 2003. To zmanjšanje je lahko povezano s pobudami za javno zdravje in zmanjšano razpoložljivostjo.
Načini pridobivanja zdravil na recept za zlorabo so različni: izmenjava med družino in prijatelji, nezakonit nakup zdravil v šoli ali na delovnem mestu in pogosto "zdravniško nakupovanje", da bi našli več zdravnikov, ki predpišejo ista zdravila, brez vednosti drugih predpisovalcev.
Organi pregona vse pogosteje zdravnike smatrajo za odgovorne za predpisovanje nadzorovanih snovi, ne da bi v celoti vzpostavili nadzor bolnika, kot nekakšno pacientovo "pogodbo o drogi". Zaskrbljeni zdravniki se izobražujejo, kako prepoznati vedenje bolnikov pri iskanju zdravil, in se seznanjajo z "rdečimi zastavicami", ki bi jih opozorile na morebitno zlorabo zdravil na recept.

## Bolezenski znaki in simptomi
| Droga | Razred droge                          | Telesna škoda | Odgovornost za odvisnost | Socialna Škoda | Povp. Škoda |
| --- | ------------------------------------- | ------------- | ------------------------ | -------------- | ----------- |
| Metamfetamin | stimulant osrednjega živčnega sistema | 3.00          | 2.80                     | 2.72           | 2.92        |
| Heroin | opioid                                | 2.78          | 3.00                     | 2.54           | 2.77        |
| Kokain | stimulant osrednjega živčnega sistema | 2.33          | 2.39                     | 2.17           | 2.30        |
| Barbiturati | stimulant osrednjega živčnega sistema | 2.23          | 2.01                     | 2.00           | 2.08        |
| Metadon | opioid                                | 1.86          | 2.08                     | 1.87           | 1.94        |
| Alkohol | stimulant osrednjega živčnega sistema | 1.40          | 1.93                     | 2.21           | 1.85        |
| Ketamin | disociativni anestetik                | 2.00          | 1.54                     | 1.69           | 1.74        |
| Benzodiazepin | benzodiazepin                         | 1.63          | 1.83                     | 1.65           | 1.70        |
| Amfetamin | stimulant osrednjega živčnega sistema | 1.81          | 1.67                     | 1.50           | 1.66        |
| Tobak | Tobak                                 | 1.24          | 2.21                     | 1.42           | 1.62        |
| Buprenorfin | opioid                                | 1.60          | 1.64                     | 1.49           | 1.58        |
| Konoplja | kanabionid                            | 0.99          | 1.51                     | 1.50           | 1.33        |
| Topila | inhalacijska droga                    | 1.28          | 1.01                     | 1.52           | 1.27        |
| 4-metilamfetamin | sestavljena droga Antidepresiv        | 1.44          | 1.30                     | 1.06           | 1.27        |
| LSD | psihodelična droga                    | 1.13          | 1.23                     | 1.32           | 1.23        |
| Metilfenidat | stimulant osrednjega živčnega sistema | 1.32          | 1.25                     | 0.97           | 1.18        |
| Anabolični steroid | Anabolični steroid                    | 1.45          | 0.88                     | 1.13           | 1.15        |
| Gama-hidroksimaslena kislina | Nevrotransmiter                       | 0.86          | 1.19                     | 1.30           | 1.12        |
| Ekstazi | stimulant empatije                    | 1.05          | 1.13                     | 1.09           | 1.09        |
| Alkil nitrit | inhalacijska droga                    | 0.93          | 0.87                     | 0.97           | 0.92        |
| Khat | stimulant osrednjega živčnega sistema | 0.50          | 1.04                     | 0.85           | 0.80        |
| Podatki o ocenah škode Rezultati fizične škode, odgovornosti do odvisnosti in socialne škode so bili izračunani iz povprečja treh različnih ocen. Najvišja možna ocena škode za vsako ocenjevalno lestvico je 3,0. Fizična škoda je povprečna ocena rezultatov za akutno uživanje, kronično uporabo in intravensko uporabo. Odgovornost za odvisnost je povprečna ocena rezultatov za intenzivnost užitka, psihološko odvisnost in fizično odvisnost. Socialna škoda je povprečna ocena ocen zastrupitve z mamili, stroškov zdravstvenega varstva in druge socialne škode. Povprečna škoda je bila izračunana kot povprečje rezultatov fizične škode, odgovornosti za odvisnost in socialne škode. |                                       |               |                          |                |             |

Odvisno od dejanske spojine lahko zloraba drog, vključno z alkoholom, povzroči zdravstvene težave, motnje v socialnih veščinah, obolevnost in poškodbe, vodi pa lahko v nezaščitene spolne odnose, nasilje, smrt, nesreče z motornimi vozili, umore, samomore, fizično odvisnost ali psihološko zasvojenost.
Pri alkoholikih in drugih odvisnikih je ena od značilnosti tudi visoka stopnja samomorov. Razlogi, za katere verjamejo, da povzročajo povečano tveganje za samomor, vključujejo dolgotrajno zlorabo alkohola in drugih drog, kar povzroča fiziološke napake možganske kemije, pa tudi socialno izolacijo. Drugi dejavnik, ki povzroča visoko raven samomorov je delovanje akutnih opojnih učinkov. Samomor je zelo pogost pri mladostnikih, ki zlorabljajo alkohol, saj je vsak četrti samomor pri mladostnikih povezan z zlorabo alkohola. V ZDA je približno 30% samomorov povezanih z zlorabo alkohola.. Zaradi zlorabe alkohola se poveča tudi število kaznivih dejanj, vključno z zlorabo otrok, nasiljem v družini, posilstvi, vlomi in napadi.
Zloraba drog, vključno z alkoholom in zdravili na recept, lahko povzroči klinično sliko, ki spominja na duševno bolezen. To se lahko zgodi tako v vinjenem stanju kot tudi takrat, ko oseba ni več pod vplivom alkohola. V nekaterih primerih lahko psihične motnje, ki jih povzročajo snovi, vztrajajo še dolgo po razstrupljanju, na primer dolgotrajna psihoza ali depresija po zlorabi amfetamina ali kokaina. Lahko se pojavi tudi dolgotrajni odtegnitveni sindrom s simptomi, ki trajajo mesece po prenehanju zaužitja substance. Benzodiazepini so najbolj opazno sredstvo za povzročanje podaljšanih odtegnitvenih učinkov s simptomi, ki včasih trajajo še leta po prenehanju uporabe. Odvisnost od alkohola, barbiturata kot tudi benzodiazepina je lahko usodna. Zloraba halucinogenov lahko sproži blodnje in druge psihotične pojave še dolgo po prenehanju zaužitja droge.
Konoplja lahko med zastrupitvijo sproži panične napade, pri nadaljnji uporabi pa lahko povzroči stanje, podobno distimiji. Raziskovalci so ugotovili, da sta vsakodnevna uporaba konoplje in uporaba močne konoplje neodvisno povezana z večjo verjetnostjo za razvoj shizofrenije in drugih psihičnih motenj.
Hudo anksioznost in depresijo pogosto povzroča dolgotrajna zloraba alkohola, bolezenski znaki pa začnejo popuščati s podaljšanjem absistence. Tudi dolgotrajna zmerna uporaba alkohola lahko pri nekaterih posameznikih poveča stopnjo tesnobe in depresije. V večini primerov te psihične motnje, ki jih povzročajo zdravila, izginejo s podaljšanjem absistence. Čeprav zloraba substanc povzroča številne spremembe v možganih, obstajajo dokazi, da se mnoge od teh sprememb po obdobjih daljše abstinence povrnejo v prvotno stanje.

### Impulzivnost
Za impulzivnost so značilna dejanja, kot so nenadne nenavadne želje, muhasto obnašanje in iracionalno razmišljanje. Posamezniki, ki zlorabljajo različne substance ali alkohol, so tudi bolj impulzivni, oziroma je stopnja impulzivnosti pri takih zelo visoka. Številne študije, ki temeljijo na raziskavah Iowa gambling task, ki preučuje impulzivno vedenje, so pokazale, da populacije, ki uživajo droge, sprejemajo bolj tvegane odločitve v primerjavi z ljudmi, ki ne zauživajo substanc. Obstaja hipoteza, da je izguba nadzora impulzov lahko posledica oslabljenega zaviralnega nadzora, do česar pride zaradi sprememb, ki jih povzročajo zdravila v čelni skorji.  Nevrorazvojne in hormonske spremembe, do katerih pride v adolescenci, lahko spremenijo nadzor impulzov, kar lahko  privede do eksperimentiranja z zdravili, posledično pa tudi do zasvojenosti.. Domneva se, da je impulzivnost značilnost, ki je povezana z razvojem zlorabe substanc..

### Pregled in ocena
Potrdili so več različnih testov, ki se jih uporablja pri mladostnikih, na primer CRAFT Screening Test, pri odraslih pa se izvaja vprašalnik CAGE. Nekatera priporočila, glede testov zlorabe substanc, vključujejo nasvet, naj pri nosečnicah ne traja dlje kot 10 minut, kot tudi to, da je treba teste uporabljati rutinsko, in zraven vključiti strokovno komponento. Orodja, primerna za nosečnice, vključujejo  4Ps, T-ACE, TWEAK, TQDH (test z desetimi vprašanji glede na zgodovino pitja) in AUDIT.
Glede na to, da se zasvojenost kaže v strukturnih spremembah možganov, je možno, da bi bili neinvazivni nevro-slikovni pregledi, pridobljeni z magnetno resonanco, uporabljeni za diagnostiko odvisnosti v prihodnosti.

## Zdravljenje

### Psihološka pomoč
Iz literature o analizi vedenja, vedenjske psihologije in randomiziranih kliničnih preiskav smo prišli do nekaterih rešitev, med katere spadajo: vedenjska zakonska terapija, motivacijski intervju, pristop skupnosti, terapija izpostavljenosti in terapija pri kateri gre za obvladovanje izrednih razmer. Takšne terapije in srečanja pomagajo ljudem pri zatiranju hrepenenja in duševne tesnobe, izboljšajo osredotočenost na zdravljenje in nove učne vedenjske veščine, olajšajo pa tudi odtegnitvene simptome in zmanjšajo možnosti ponovitve bolezni.
Pri otrocih in mladostnikih imata kognitivno vedenjska terapija (KVT) in družinska terapija trenutno največ uspeha pri zdravljenju zlorabe substanc. Dobro uveljavljene študije vključujejo tudi ekološko družinsko zdravljenje in skupinsko KVT.  Ta zdravljenja je mogoče izvajati v različnih oblikah, od katerih vsaka prispeva tudi raziskavam. Te so pokazale, da je skupinska KVT najučinkovitejša, saj spodbuja razvoj socialnih veščin, razvoj čustvene regulativne sposobnosti in druge medosebne veščine. Nekaj integriranih modelov zdravljenja, ki združuje dele različnih vrst zdravljenja, je bilo prav tako dobro uveljavljenih in učinkovitih. Študija o uživanju alkohola in drugih mamil pri materah je pokazala, da so integrirani programi zdravljenja prinesli pomembne rezultate, kar je povzročilo večje negativne rezultate na toksikoloških slikah. Poleg tega se je izkazalo, da so krajše šolske ure učinkovitejše pri zmanjševanju uporabe in zlorabe alkohola in konoplje med mladostniki. Motivacijski razgovor je lahko učinkovit tudi pri zdravljenju motenj pri uživanju substanc pri mladostnikih.
Anonimni alkoholiki in anonimni narkotiki so ena najbolj znanih organizacij za samopomoč, v kateri se člani spodbujajo, da ne uživajo alkohola. Socialne veščine so pri ljudeh, ki trpijo zaradi alkoholizma, močno oslabljene zaradi nevrotoksičnih učinkov alkohola na možgane, zlasti na prefrontalni del možganske skorje. Predlagano je bilo, da bo usposabljanje za socialne veščine, ki je dodatek k bolnišničnemu zdravljenju odvisnosti od alkohola, še bolj učinkovito, če se bo izvajalo vključno z učenjem obvladovanja samega sebe v socialnem okolju.

### Zdravila
Številna zdravila so bila odobrena za zdravljenje zlorabe substanc.  Sem spadajo nadomestne terapije z buprenorfinom in metadonom, pa tudi antagonistična zdravila, kot sta disulfiram in naltrekson s kratkotrajnim ali pa tudi že z dolgoročnim delovanjem. Izkazalo se je, da je učinkovitih tudi več drugih zdravil, pogosto tistih, ki so se prvotno uporabljale v drugih okoliščinah, vključno z bupropionom in modafinilom. Metadon in buprenorfin se včasih uporabljata za zdravljenje odvisnosti od opiatov. Ta zdravila se uporabljajo kot nadomestki drugih opioidov in še vedno povzročajo odtegnitvene simptome.
Antipsihotična zdravila so bila že uporabljena, a so se izkazala za neučinkovita. Acamprostate je glutamatergični antagonist NMDA, ki pomaga pri odtegnitvi alkohola, ker je odtegnitev alkohola povezana s hiperglutamatergičnim sistemom.

### Dvojna diagnoza
Posamezniki z motnjami uživanja drog imajo pogosto druge psihološke težave. Izraza "dvojna diagnoza" ali "sočasne motnje" se nanašata na istočasno motnjo v duševnem zdravju in uživanju substanc. Po navedbah Britanskega združenja za psihofarmakologijo (BZP) so "simptomi psihičnih motenj, kot so depresija, tesnoba in psihoza, prej pravilo kot izjema pri bolnikih, ki zlorabljajo droge in / ali alkohol."
Posamezniki s komorbidno psihološko motnjo imajo pogosto slabo prognozo, če se katera koli bolezen ne zdravi. V preteklosti je bila večina posameznikov z dvojno diagnozo bodisi zdravljena samo zaradi ene od svojih motenj bodisi niso prejeli nobenega zdravljenja. Vse od osemdesetih let pa si prizadevamo za združevanje zdravljenja duševnega zdravja in odvisnosti hkrati. Pri tej metodi se nobeno stanje ne šteje za primarno, zdravniki pa obravnavajo obe enakopravno.

## Epidemiologija
Začetek uživanja drog, vključno z alkoholom, se največkrat zgodi v adolescenci, pogosta pa so tudi nekatera eksperimentiranja s snovmi pri starejših mladostnikih. Na primer, rezultati raziskave Monitoring the Future iz leta 2010, državne raziskave o stopnji uporabe substanc v ZDA, kažejo, da 48,2% učencev 7. razreda poroča, da so nekoč v življenju uživali prepovedano drogo. V zadnjih 30 dneh pred raziskavo je 41,2% učencev 7. razreda uživalo alkohol, 19,2% učencev 7. razreda pa je kadilo tobačne cigarete. leta 2009 je v ZDA približno 21% dijakov jemalo zdravila na recept brez recepta. V začetku leta 2002 je Svetovna zdravstvena organizacija ocenila, da je približno 140 milijonov ljudi odvisnih od alkohola in 400 milijonov ljudi s težavami povezanimi z alkoholom.
Študije so pokazale da velika večina mladostnikov opusti uživanje drog, preden to postane problematično. Torej, čeprav je stopnja splošne uporabe visoka, je odstotek mladostnikov, ki izpolnjujejo merila za zlorabo substanc bistveno nižji (blizu 5%). Po poročanju BBC-ja "OZN po vsem svetu ocenjuje, da je  rednih uporabnikov morfijevega diacetata (heroina), kokaina in sintetičnih drog več kot 50 milijonov."
Leta 2017 je zaradi predoziranja drog umrlo več kot 70.200 Američanov. Med njimi se je najbolj povečalo število smrtnih primerov, povezanih s fentanilom in sintetičnimi opioidi (28.466 smrtnih primerov).

## Zgodovina

### APA, AMA in NCDA
Leta 1932 je Ameriško psihiatrično združenje ustvarilo definicijo, ki je uporabila zakonitost, družbeno sprejemljivost in kulturno poznavanje kot dejavnike, ki izpolnjujejo pogoje:
praviloma pridržujemo izraz zloraba drog, ki se nanaša na nezakonito, nemedicinsko uporabo omejenega števila snovi, večinoma drog, ki imajo lastnosti spreminjanja duševnega stanja na načine, ki jih upoštevajo družbene norme in so po zakonu neprimerne, nezaželene, škodljive, grozeče ali vsaj tujek kulturi.
Leta 1966 je Odbor Ameriškega zdravniškega združenja za alkoholizem in odvisnost zlorabo poživil (predvsem amfetaminov) opredelil v smislu "zdravniškega nadzora":
Uporaba“ se nanaša na pravilno mesto poživil v medicinski praksi; „napačna uporaba“ velja za vlogo zdravnika pri uvajanju potencialno nevarnega zdravljenja; in "zloraba" se nanaša na samostojno uporabo teh zdravil brez zdravniškega nadzora, zlasti v velikih odmerkih, ki lahko povzročijo psihološko odvisnost, strpnost in nenormalno vedenje.
Leta 1973 je nacionalna komisija za marihuano in zlorabo mamil izjavila:
zloraba drog se lahko nanaša na katero koli vrsto zdravila ali kemikalije, ne glede na farmakološko delovanje. Gre za eklektični koncept, ki ima samo enotno konotacijo: družbeno neodobravanje. ... Komisija meni, da je treba izraz zloraba drog črtati iz uradnih izjav in dialoga o javni politiki. Izraz nima funkcionalne uporabnosti in je postal le poljubna kodna beseda za to uporabo drog, ki se trenutno šteje za napačno.

### DSM
Prva izdaja Diagnostičnega in statističnega priročnika duševnih motenj ameriškega psihiatričnega združenja (objavljen leta 1952) je zlorabo alkohola in drugih drog uvrstila med sociopatske motnje osebnosti, ki naj bi bile simptomi globljih psiholoških motenj ali moralne šibkosti. Tretja izdaja, objavljena leta 1980, je prva, ki je zlorabo substanc (vključno z zlorabo drog) in odvisnost od njih prepoznala kot pogoje, ki ločujejo samo zlorabo substanc in prinašajo socialne in kulturne dejavnike. Opredelitev odvisnosti je poudarila strpnost do drog in umik od njih kot ključni komponenti diagnoze, zloraba pa je bila opredeljena kot "problematična uporaba s socialno ali poklicno okvaro", vendar brez odpovedi ali strpnosti.
Leta 1987 je kategorija DSM-IIIR "zloraba psihoaktivnih substanc", ki vključuje nekdanje koncepte zlorabe drog, opredeljena kot "neprilagojen vzorec uporabe, ki ga označuje ... nadaljnja uporaba, kljub znanju o stalni ali ponavljajoči se socialni, poklicni, psihološki ali fizični problem, ki ga povzroči ali poslabša uporaba (ali) ponavljajoča se uporaba v situacijah, v katerih je fizično nevaren. " To je kategorija ostankov, pri čemer ima odvisnost prednost, kadar je to primerno. To je bila prva definicija, ki je imela pri diagnozi enako težo vedenjskim in fiziološkim dejavnikom. Do leta 1988 DSM-IV odvisnost od snovi opredeljuje kot "sindrom kompulzivne uporabe s toleranco ali odtegnitvijo ali brez nje"; ker je zloraba substanc "problematična uporaba brez kompulzivne uporabe, večje tolerance ali umika." Zloraba snovi lahko škoduje vašemu zdravju in je v nekaterih primerih celo smrtonosna. Do četrte izdaje Diagnostičnega in statističnega priročnika za duševne motnje (DSM), ki ga je izdalo Ameriško psihiatrično združenje, DSM-IV-TR, odvisnost od snovi opredeljuje kot "kadar posameznik kljub težavam vztraja pri uporabi alkohola ali drugih drog v zvezi z uporabo snovi se lahko diagnosticira odvisnost od snovi. " čemur sledijo merila za diagnozo.
DSM-IV-TR zlorabo substanc opredeljuje kot:
- A. Neprilagodljiv vzorec uporabe snovi, ki vodi do klinično pomembne okvare ali stiske, kar se kaže v enem (ali več) od naslednjih dogodkov v 12-mesečnem obdobju:

1. Ponavljajoča se uporaba snovi, ki povzroči neizpolnjevanje glavnih vlog v službi, šoli ali doma (npr. Ponavljajoče se odsotnosti ali slaba delovna uspešnost, povezana z uporabo snovi; odsotnosti, prekinitve ali izključitve iz šole, zanemarjanje otrok ali gospodinjstva)
2. Ponavljajoča se uporaba snovi v situacijah, ko je fizično nevarna (npr. Vožnja avtomobila ali upravljanje stroja, kadar je zaradi uporabe snovi oslabljena)
3. Ponavljajoče se pravne težave, povezane s snovmi (npr. Aretacije zaradi neurejenega ravnanja, povezanega s snovjo)
4. Nadaljnja uporaba snovi, kljub stalnim ali ponavljajočim se socialnim ali medosebnim težavam, ki jih povzročajo ali poslabšajo učinki snovi (npr. Prepiri z zakoncem o posledicah zastrupitve, fizični boji)

- B. Simptomi za ta razred snovi nikoli niso izpolnjevali meril za odvisnost od snovi.

Peta izdaja DSM (DSM-5) je izšla leta 2013 in je ponovno preučila to terminologijo. Glavna sprememba je bil prehod s terminologije zlorabe / odvisnosti. V dobi DSM-IV je bila zloraba obravnavana kot zgodnja oblika ali manj nevarna oblika bolezni, za katero so značilna merila odvisnosti. Vendar izraz "odvisnost" APA, kot je bilo omenjeno zgoraj, ne pomeni, da je prisotna fiziološka odvisnost, temveč pomeni, da je prisotno bolezensko stanje, ki bi ga najverjetneje označili kot zasvojeno stanje. Številni vpleteni priznavajo, da je terminologija pogosto povzročila zmedo tako v zdravstveni skupnosti kot v splošni javnosti. Ameriško psihiatrično združenje je zahtevalo prispevek o tem, kako je treba spremeniti terminologijo te bolezni, ko napreduje z razpravo o DSM-5. V DSM-5 so zlorabo substanc in odvisnost od njih združili v kategorijo motenj uporabe snovi in zdaj že obstajajo kot posamezni koncepti. Medtem ko je bila zloraba snovi in odvisnost prisotna ali ne, ima motnja uživanja snovi tri stopnje resnosti: blago, zmerno in hudo.

### Pravni pristopi
Večina vlad je oblikovala zakonodajo za kriminalizacijo nekaterih vrst uživanja drog. Ta zdravila pogosto imenujejo "prepovedane droge", na splošno pa je nezakonita njihova proizvodnja, distribucija in posedovanje. Ta zdravila imenujemo tudi "nadzorovane snovi". Tudi za preprosto posedovanje je lahko zakonska kazen precej stroga (vključno s smrtno kaznijo v nekaterih državah). Zakoni se razlikujejo med državami in tudi znotraj njih ter so skozi zgodovino zelo nihali.
Poskusi vladne politike nadzora nad drogami, da bi preprečila preskrbo z drogami in odpravila zlorabo drog, so bili večinoma neuspešni. Kljub ogromnim prizadevanjem ZDA sta oskrba z drogami in njihova čistost dosegla vrhunec doslej, saj je velika večina sredstev namesto za javno zdravje namenjena za prepovedi in kazenski pregon. V ZDA število nenasilnih prestopnikov mamil v zaporih presega 100.000 celotnega zaprtega prebivalstva v EU, kljub temu da ima EU 100 milijonov več državljanov.
Kljub zakonodaji o drogah (ali morda zaradi nje) po vsem svetu delujejo veliki karteli z organiziranim kriminalom. Zagovorniki dekriminalizacije trdijo, da prepoved drog pomeni, da je trgovanje z drogami donosen posel, ki vodi do večjega števila kriminalnih dejavnosti.

### Cena
Oblikovalci politik poskušajo razumeti relativne stroške ukrepov, povezanih z drogami. Ustrezna politika drog temelji na oceni javnih izdatkov, povezanih z drogami, ki temelji na klasifikacijskem sistemu, kjer so stroški pravilno opredeljeni.
Označeni izdatki, povezani z drogami, so opredeljeni kot neposredna načrtovana poraba, ki odraža prostovoljno sodelovanje države na področju prepovedanih drog. Neposredne javne izdatke, ki so izrecno označeni kot povezani z drogami, je mogoče zlahka izslediti z izčrpnim pregledom uradnih računovodskih dokumentov, kot so državni proračuni in poročila ob koncu leta. Neoznačeni izdatki se nanašajo na nenačrtovano porabo in se ocenjujejo s pomočjo tehnik modeliranja, ki temeljijo na proračunskem postopku od zgoraj navzdol. Izhajajoč iz skupnih skupnih izdatkov, ta postopek ocenjuje delež, ki ga je vzročno mogoče pripisati zlorabi substanc (Neoznačeni izdatki, povezani z drogami = skupni izdatki × pripisani delež). Na primer, za oceno izdatkov zapora, povezanih z zapori v dani državi, bi bila potrebna dva elementa: skupni izdatki zapora v državi za določeno obdobje in pripadajoči delež zapornikov zaradi težav z drogami. Zmnožek obeh bo dal okvirno oceno, ki jo je mogoče primerjati v različnih državah.

#### Evropa
V okviru poročanja, iz leta 2005, so bili nacionalni centri za spremljanje drog in zasvojenosti z drogami, ustanovljeni v 27 državah članicah Evropske unije (EU), na Norveškem in v državah kandidatkah za članstvo v EU, pozvani, naj opredelijo označene javne izdatke, povezane z drogami, na državni ravni.
O tem je poročalo 10 držav, razvrščenih po državnih funkcijah, in sicer skupaj 2,17 milijarde EUR. Na splošno je bil največji delež tega skupnega dela v okviru vladnih funkcij na področju zdravstva (66%) (npr. Zdravstvene storitve) in javnega reda in varnosti (POS) (20%) (npr. Policijske službe, sodišča, zapori). Po državah je bil povprečni delež BDP 0,023% za zdravje in 0,013% za POS. Vendar pa so se ti deleži med državami precej razlikovali, in sicer od 0,00033% na Slovaškem, do 0,053% BDP na Irskem v primeru zdravstva in od 0,003% na Portugalskem do 0,02% v Združenem kraljestvu v primeru POS; skoraj 161-kratna razlika med najvišjo in najnižjo državo za zdravje in 6-kratna razlika za POS. Zakaj Irska in Združeno kraljestvo toliko porabita za zdravstvo in trgovino, Slovaška in Portugalska pa tako malo glede na BDP?
Da bi odgovorili na to vprašanje in naredili celovito oceno javnih izdatkov, povezanih z drogami, po državah, je ta študija primerjala porabo za zdravje in javno upravo ter BDP v 10 državah poročevalkah. Ugotovljeni rezultati kažejo, da je BDP glavni dejavnik javnih izdatkov države za zdravje in prodajo drog. Označeni javni izdatki, povezani z drogami, so pokazali pozitivno povezavo z BDP v vseh obravnavanih državah: r = 0,81 v primeru zdravstva in r = 0,91 za POS. Odstotna sprememba izdatkov za zdravstvo in POS zaradi enoodstotnega povečanja BDP (dohodkovna elastičnost povpraševanja) naj bi bila 1,78% oziroma 1,23%.
Ker so izdatki za zdravje in dohodke zelo elastični, jih lahko štejemo za luksuzno blago; Ko narod postane bogatejši, odkrito porabi sorazmerno več za zdravstvene ukrepe, povezane z drogami, javni red in varnost.

#### Združeno kraljestvo
Ministrstvo za notranje zadeve Združenega kraljestva je ocenilo, da družbeni in ekonomski stroški zlorabe mamil za britansko gospodarstvo zaradi kriminala, odsotnosti z dela in bolezni presegajo 20 milijard funtov na leto. Vendar pa ministrstvo za notranje zadeve Združenega kraljestva ne ocenjuje, kolikšen del teh kaznivih dejanj je nenamernih posledic prepovedi drog (kazniva dejanja, ki povzročajo drago uživanje mamil, tvegano proizvodnjo in nevarno distribucijo), niti kakšni so stroški izvršitve. Ti vidiki so potrebni za popolno analizo ekonomike prepovedi.

#### Združene države Amerike
Te številke predstavljajo splošne gospodarske stroške, ki jih lahko razdelimo na tri glavne komponente: stroški zdravja, izgube produktivnosti in neposredni izdatki, ki niso povezani z zdravjem.
- Stroški, povezani z zdravjem, naj bi leta 2002 znašali 16 milijard USD.
- Izgube v produktivnosti so ocenili na 128,6 milijarde USD. V nasprotju z drugimi stroški zlorabe drog (ki vključujejo neposredne izdatke za blago in storitve) ta vrednost odraža izgubo potencialnih virov: delo na trgu dela in proizvodnjo gospodinjstev, ki ni bilo nikoli opravljeno, vendar bi lahko upravičeno pričakovali, da izvedene brez vpliva zlorabe drog.
- Vključene so ocenjene izgube produktivnosti zaradi prezgodnje smrti (24,6 milijarde USD), bolezni, povezane z zlorabo drog (33,4 milijarde USD), zapora (39,0 milijarde USD), kriminala (27,6 milijarde USD) in izgube produktivnosti žrtev kaznivih dejanj (1,8 milijarde USD).
- Ne zdravstveni izdatki, ki niso povezani z zdravjem, se nanašajo predvsem na stroške, povezane s kazenskopravnim sistemom in stroški žrtev kaznivih dejanj, vključujejo pa tudi skromno raven stroškov za upravljanje sistema socialnega varstva. Skupni znesek za leto 2002 je bil ocenjen na 36,4 milijarde USD. Največja podrobna komponenta teh stroškov je za državne in zvezne popravke v višini 14,2 milijarde USD, kar je predvsem za delovanje zaporov. Še 9,8 milijarde dolarjev je bilo porabljenih za državno in lokalno policijsko zaščito, sledilo pa je 6,2 milijarde dolarjev za zvezne pobude za zmanjšanje oskrbe.
Po poročilu Agencije za raziskave in kakovost zdravstvenega varstva (AHRQ) je bilo Medicaidu leta 1993 zaračunano bistveno večje število bivanj v bolnišnicah zaradi prekomerne uporabe opioidov kot Medicare ali zasebno zavarovanje. Do leta 2012 so se razlike zmanjšale. Hkrati je Medicare najhitreje povečal število bolnišničnih bivanj.
| Leto | Stroški (v milijardi USD) |
| ---- | ------------------------- |
| 1992 | 107                       |
| 1993 | 111                       |
| 1994 | 117                       |
| 1995 | 125                       |
| 1996 | 130                       |
| 1997 | 134                       |
| 1998 | 140                       |
| 1999 | 151                       |
| 2000 | 161                       |
| 2001 | 170                       |
| 2002 | 181                       |

## Posebne populacije

### Priseljenci in begunci
Priseljenci in begunci so bili pogosto pod velikim stresom, fizične travme in depresija ter tesnoba zaradi ločenosti od bližnjih so pogosto značilne faze pred migracijo in tranzitom, čemur sledi "kulturna disonanca", jezikovne ovire, rasizem, diskriminacija, ekonomska stiska, prenatrpanost, socialna izolacija in izguba statusa ter težave pri iskanju dela in strah pred izgonom so pogosti. Begunci so pogosto zaskrbljeni zaradi zdravja in varnosti zapuščenih oseb ter negotovosti glede možnosti vrnitve v državo izvora. Nekaterim zloraba substanc deluje kot mehanizem spoprijemanja s stresom.
Priseljenci in begunci lahko vzamejo vedenje uživanja in zlorabe substanc iz svoji matični državi ali sprejmejo stališča, vedenja in norme glede uporabe in zlorabe substanc, ki obstajajo v prevladujoči kulturi, v katero vstopajo.

### Otroci na ulici
Otroci na ulici v številnih državah v razvoju so skupina z velikim tveganjem za zlorabo substanc, zlasti za zlorabo topil.  Kot temelji na raziskavah v Keniji, Cottrell-Boyce trdi, da je "uživanje drog med uličnimi otroki predvsem funkcionalno - lajša čute pred stiskami na ulici - lahko pa tudi povezuje do podporne strukture vrstnika" ulične družine " skupina kot močan simbol skupnih izkušenj. "

### Glasbeniki
Da bi ohranili kakovostno izvedbo, nekateri glasbeniki jemljejo kemične snovi. Nekateri glasbeniki jemljejo droge, kot je alkohol, da bi se spopadli s stresom nastopa. Kot skupina imajo večjo možnost zlorabe substanc. Najpogostejša kemična snov, ki jo pop glasbeniki zlorabljajo, je kokain  zaradi njegovih nevroloških učinkov. Poživila, kot je kokain, povečujejo budnost in povzročajo občutek evforije, zato lahko izvajalec občuti, kot da je na nek način "lastnik odra". Eden od načinov, na katerega je zloraba snovi škodljiva za izvajalca (zlasti glasbenike), je, če snov, ki jo zlorabljamo, aspira. Pljuča so pomemben organ, ki ga uporabljajo pevci, in odvisnost od cigaret lahko resno škoduje kakovosti njihovega izvajanja. Kajenje škoduje alveolam, ki so odgovorne za absorpcijo kisika.

### Veterani
Zloraba substanc je lahko še en dejavnik, ki vpliva na fizično in duševno zdravje veteranov. Zloraba snovi lahko škoduje tudi družinam v osebnih odnosih in povzroči finančne težave. Obstajajo dokazi, da zloraba substanc nesorazmerno vpliva na brezdomno veteransko populacijo. Študija na Floridi iz leta 2015 je v vprašalniku za samo poročanje primerjala vzroke za brezdomstvo med veterani in ne veteranskimi populacijami. Rezultati študije so pokazali, da je 17,8% udeležencev brezdomcev veteranov svojo brezdomstvo pripisalo alkoholu in drugim težavam, povezanim z mamili, v primerjavi s samo 3,7% skupine brezdomcev, ki niso veterani.
Študija iz leta 2003 je pokazala, da je brezdomstvo povezano z dostopom do podpore družine / prijateljev in storitev. Vendar ta povezava ni bila resnična pri primerjavi brezdomnih udeležencev, ki so imeli trenutno motnje uživanja substanc. Ameriško ministrstvo za veterane ponuja povzetek možnosti zdravljenja veteranov z motnjami uporabe substanc. Za zdravljenje, ki ne vključuje zdravil, ponujajo terapevtske možnosti, ki se osredotočajo na iskanje zunanjih podpornih skupin in "preučevanje, kako se lahko problemi uporabe snovi nanašajo na druge težave, kot sta PTSP in depresija".

#### Razlike med spoloma
Pri zlorabi substanc je veliko razlik med spoloma. Moški in ženske izražajo razlike v kratkoročnih in dolgoročnih učinkih zlorabe substanc. Te razlike lahko pripišemo spolnim dimorfizmom v možganih, endokrinih in presnovnih sistemih. Socialni in dejavniki iz okolja, ki imajo nesorazmeren učinek na ženske; na primer skrb za otroke in starejše ter tveganje za izpostavljenost nasilju so tudi dejavniki razlik med spoloma pri zlorabi substanc. Ženske poročajo, da imajo večje okvare na področjih, kot so zaposlovanje, družina in socialno delovanje pri zlorabi substanc, vendar imajo podoben odziv na zdravljenje. Sočasne psihične motnje so pogostejše med ženskami kot moškimi, ki zlorabljajo snovi; ženske pogosteje uporabljajo substance za zmanjšanje negativnih učinkov teh sočasnih motenj. Zloraba substanc tako moškim kot ženskam predstavlja večje tveganje za storitev in viktimizacijo spolnega nasilja. Moški po navadi jemljejo droge, da so del skupine. Ženske po navadi hitreje napredujejo od prve izkušnje do zasvojenosti kot moški. Zdravniki, psihiatri in socialni delavci že desetletja verjamejo, da ženske hitreje stopnjujejo uživanje alkohola, ko začnejo. Ko se ženske odpovejo kajenju, imajo večje odzive na stres. Moški imajo večje simptome pri odvajanju od alkohola. Pri rehabilitaciji in stopnjah ponovitev bolezni obstajajo celo razlike med spoloma. Pri alkoholu so bile stopnje ponovitve bolezni zelo podobne pri moških in ženskah. Za ženske sta bila poroka in zakonski stres dejavnika tveganja za ponovitev alkohola. Moški, ki so poročeni se jim zmanjša tveganje za ponovitev bolezni. Ta razlika je lahko posledica razlik med spoloma pri prekomernem pitju. Alkoholičarke imajo veliko več možnosti, da se poročijo s partnerji, ki pijejo pretirano, kot moški alkoholiki. Zaradi tega so moški pred ponovitvijo lahko zaščiteni s poroko, medtem ko so ženske izpostavljene večjemu tveganju, ko so poročene. Vendar je pri ženskah manj verjetnosti ponovitve uporabe substanc kot pri moških. Ko moški ponovijo uporabo substanc, so pred ponovitvijo več kot verjetno imeli pozitivne izkušnje. Po drugi strani pa so ženske, ko so ponovile uživanje substanc, več kot verjetno vplivale na negativne okoliščine ali medosebne težave.